# Жоао Карлош
Жоао Карлош Пинто Шавеш (на португалски: João Carlos Pinto Chaves, изговаря се по-близко до Жуау Карлуш Пинту Шавиш), в България по-известен като Жоао Карлош е бразилски футболист на ФК Анжи Махачкала. Играе като защитник и е носил още екипите на „Вашку да Гама“ и „ЦСКА София“ и „Локерен“. От 2011 играе в „Анжи Махачкала“.